# Umm al-Dżimal
Umm al-Dżimal – miejscowość w Jordanii, w muhafazie Al-Mafrak. W 2015 roku liczyła 4524 mieszkańców.